# На північ через північний захід
«На північ через північний захід» (англ. North by Northwest) — шпигунський трилер режисера Альфреда Гічкока.
Український переклад зробила студія Цікава ідея на замовлення Гуртом.
На 1 березня 2024 року фільм займав 102-гу позицію у списку 250 найкращих фільмів за версією IMDb.

## Сюжет
У центрі сюжету — неіснуючий в реальності, вигаданий спецагент. Людини, на ім'я Джордж Каплан не існує, але на його ім'я знято розкішний номер в нью-йоркському готелі «Плаза». Ворожа контррозвідка приймає за шпигуна рекламного агента Роджера O. Торнгілла (Кері Грант), який і стає її мішенню. За законами жанру, в шпигунській інтризі виявляється замішана і прекрасна дівчина (Єва Мері Сейнт).
Ідею фільму про рекламного агента, якого помилково прийняли за таємного агента, Альфреду Гічкоку подав Отіс Л. Гернсі. Отіса Л. Гернсі дуже вразила реальна історія, що сталася в роки Другої світової війни: британці вигадали міфічного агента і з блиском водили за ніс німців, які витратили чимало сил на пошуки «шпигуна».

## У ролях
Кері Грант — Роджер Торнгілл 
Ева Мері Сейнт — Ів Кендол 
Джеймс Мейсон — Філіп Ванда 
Ліо Керролл — професор 
Джессі Ройс Лендіс — Клара Торнгілл 
Мартін Ландау — Леонард 
Філіп Обер — Лестер Таунсенд 
Джозефін Хатчінсон — місис Таунсенд 
Адам Уільямс — Валеріан

## Нагороди та номінації

### Нагороди
1960 — Премія Едгара Аллана По
- Найкращий художній фільм — Ернест Леман

1959 — Кінофестиваль в Сан-Себастьяні
- Срібна мушля — Альфред Гічкок

### Номінації
1960 — Премія «Оскар»
- Найкращі декорації й робота художника — Вільям А. Горнінг, Роберт Ф. Бойл, Меррілл Пай, Генрі Грейс, Френк Р. Макілві
- Найкращий монтаж — Джордж Томасіні
- Найкращий сценарій — Ернест Леман

## Цікаві факти
- Як завжди у своїх фільмах, сам Альфред Гічкок з'являється на другій хвилині й грає перехожого, який не встиг до автобуса, перед носом якого закриваються двері.